# 47 Gwardyjska Dywizja Strzelecka

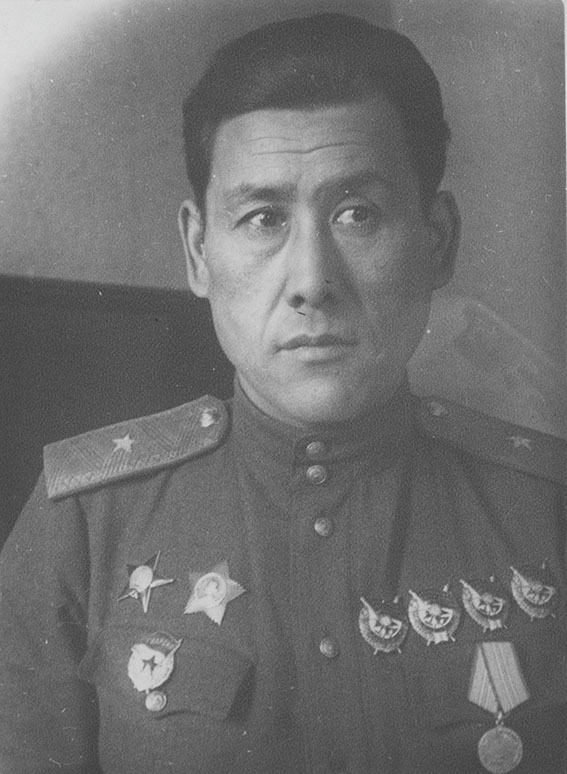
Gen. mjr Sabir Rachimow, jeden z dowódców 47 Gwardyjskiej Dywizji Strzeleckiej.

47 Gwardyjska Dywizja Strzelecka (ros. 47-я гвардейская стрелковая дивизия) – związek taktyczny piechoty Armii Czerwonej.
Dywizja powstała 20 października 1942 na bazie 154 Dywizji Piechoty. Jej szlak bojowy prowadził z Odessy przez Dęblin, Garwolin, Rawę Mazowiecką, Konin i Kostrzyn nad Odrą. Następnie 47 Gwardyjska Dywizja Strzelecka uczestniczyła w zdobyciu Berlina, wchodząc w skład 4 Gwardyjskiego Korpusu Strzeleckiego z 8 Gwardyjskiej Armii. Do oficerów 47 Gwardyjskiej Dywizji Strzeleckiej zgłosili się parlamentariusze armii niemieckiej, wśród których był płk Theodor von Dufving, szef sztabu LVI Korpusu Pancernego, upoważniony do rozmów o kapitulacji Berlina.

## Dowódcy dywizji
- Jakow Fokanow (20.10.1942 - 21.12.1942)
- gen. mjr Fiodor Ostaszenko (20.10.1942 - 06.01.1944)
- gen. mjr Siergiej Bobruk (05.01.1944 - 25.03.1944)
- płk Wasilij Szugajew (26.03.1944 - 29.08.1944)
- gen. mjr Sabir Rachimow (03.09.1944 - 22.10.1944)
- gen. mjr Wasilij Szugajew (23.10.1944 — 09.05.1945)[1]

## Struktura organizacyjna
- 137 Gwardyjski Pułk Strzelecki
- 140 Gwardyjski Pułk Strzelecki
- 142 Gwardyjski Pułk Strzelecki
- 99 Gwardyjski Pułk Artylerii[1]